# Б. Ч. Форбс
Бърти Чарлз Форбс (на английски: Bertie Charles Forbes) е шотландско-американски финансов журналист и автор, основал списание „Forbes“.

## Биография и кариера
Форбс е роден на 14 май 1880 г. в Ню Диър, Абърдийншир, Шотландия, син на Агнес (Моир) и Робърт Форбс, шивач в Уайтхил, едно от десетте им деца. След като учи в Университетския колеж Дънди (тогава част от Университета на Сейнт Андрюс), през 1897 г. Форбс работи като репортер и редактор в местен вестник до 1901 г., когато се премества в Йоханесбург, Южна Африка, където работи „Rand Daily Mail“ при своя първи редактор Едгар Уолъс. Той емигрира в Ню Йорк в Съединените щати през 1904 г., където е нает като писател и финансов редактор в „Journal of Commerce“, преди да се присъедини към веригата вестници „Hearst“ като синдикиран колумнист през 1911 г. След две години той става бизнес и финансов редактор в „New York American“, където остава до 1916 г.
Той основава списание „Forbes“ през 1917 г. и остава главен редактор до смъртта си в Ню Йорк през 1954 г., макар че в по-късните си години е подпомаган от Брус Чарлз Форбс (1916 – 1964) и Малкълм Стивънсън Форбс (1919 – 1990), неговите двама най-големите синове. Форбс е основател на Инвеститорската лига през 1942 г.
Бърти Чарлз Форбс умира на 6 май 1954 г. в Ню Йорк. През 1988 г. тялото му е върнато в родната му Шотландия и е погребано в двора на църквата в Ню Диър, Абърдийншър. Докато живее в чужбина, той се връща в Бюкан на всеки две години, отсядайки в хотел „Cruden Bay“, „за да забавлява хората от Уайтхил на пикник“. Това е традиция, възродена от сина му Малкълм през 1987 г.

## Книги
- Finance, Business and the Business of Life (1915)[4]
- Men Who Are Making America (1917)
- Forbes Epigrams (1922)
- Men Who are Making the West (1923)
- Automotive Giants of America (1925)
- How to Get the Most Out of Business (1927)
- 101 Unusual Experiences (1952)
- America's Twelve Master Salesmen (1952)